# Kobetov vodnjak, Ljubljana
Kobetov vodnjak je eden izmed zanimivih vodnjakov v Ljubljani.
Leta 1941 so ga postavili po načrtih arhitekta Borisa Kobeta v Parku Zvezda, kjer stoji še danes. Vir vode na tej lokaciji naj bi bil zadnji ostanek Kapucinskega samostana. Avgusta 2004 so vandali močno poškodovali vodnjak. Popravili so ga v Restavratorskem centru v Ljubljani.